# Cuts from the Crypt
Cuts from the Crypt è il terzo album della nuova incarnazione del gruppo punk The Misfits, pubblicato nel 2001. È composto essenzialmente da demo, cover e pezzi non pubblicati precedentemente.

## Formazione
- Michale Graves – voce
- Jerry Only – voce, basso
- Doyle Wolfgang von Frankenstein – chitarra
- Dr. Chud – batteria

### Altri componenti
- John Cafiero – voce  (pezzo 9)
- Dez Cadena – chitarra, voce (pezzo 17)
- ROBO – batteria (pezzo 17)

## Tracce
1. Dead Kings Rise (Chud/Doyle/Graves/Only (demo)) – 2:55
2. Blacklight (Chud/Doyle/Graves/Only (demo)) – 1:29
3. The Haunting (Chud/Doyle/Graves/Only (demo)) – 1:34
4. The Hunger (Chud/Doyle/Graves/Only (demo)) – 1:41
5. Mars Attacks (Chud/Doyle/Graves/Only (demo)) – 2:17
6. Dr. Phibes Rises Again (Chud/Doyle/Graves/Only (demo)) – 6:51
7. I Got a Right (Iggy Pop) – 3:00
8. Monster Mash (Picker/Capizzi) – 2:37
9. I Wanna Be a NY Ranger (Cafiero) – 1:37
10. Scream! (Chud/Doyle/Graves/Only (demo)) – 3:33
11. 1.000.000 Years BC (Chud/Doyle/Graves/Only) – 2:19
12. Helena 2 (Chud/Doyle/Graves/Only) – 3:20
13. Devil Doll (Chud/Doyle/Graves/Only) – 3:12
14. Fiend without a Face (Graves) – 2:59
15. Bruiser (Only) – 2:24
16. No More Moments (Doyle/Oriolo) – 3:09
17. Rise Above (Ginn (dal vivo)) – 2:42